# Abrocoma budini
La rata chinchilla catamarqueña (Abrocoma budini) es una especie de roedor del género Abrocoma de la familia Abrocomidae. Habita en el Cono Sur de Sudamérica.

## Taxonomía
Esta especie fue descrita originalmente en el año 1920 por el zoólogo británico Oldfield Thomas.
Localidad tipo
La localidad tipo referida es: “paraje Otro Cerro, a 3000 msnm, departamento Ambato, Catamarca, Argentina”.
Etimología
El término específico es un epónimo que refiere al apellido de un colector profesional argentino que trabajó a las órdenes de Oldfield Thomas: Emilio Budin.
Caracterización y relaciones filogenéticas
La especie se conoce solamente por su ejemplar tipo, el cual fue reexaminado por los mastozoólogos estadounidenses Michael A. Mares y Janet K. Braun, de la Universidad de Oklahoma, los que confirmaron que es una plena especie.

## Distribución geográfica y hábitat
Solo se conoce de su localidad tipo, el paraje Otro Cerro, a 3000 m s. n. m., departamento Ambato, Catamarca, nordeste de la Argentina. El hábitat es de pastizales con arbustos en ambiente rocoso de altura.

## Conservación
Nada más se sabe acerca de la especie o si podría contar con poblaciones en áreas protegidas. Podría estar amenazado por la quema intencional efectuada por los ganaderos para controlar la vegetación. Según la organización internacional dedicada a la conservación de los recursos naturales Unión Internacional para la Conservación de la Naturaleza (IUCN), al haber muy poca información sobre su distribución, población total y sus requisitos ecológicos, la clasificó como una especie con: “Datos insuficientes” en su obra: Lista Roja de Especies Amenazadas.